# Retour vers le futur dans la culture populaire
 (février 2018).
Si vous disposez d'ouvrages ou d'articles de référence ou si vous connaissez des sites web de qualité traitant du thème abordé ici, merci de compléter l'article en donnant les références utiles à sa vérifiabilité et en les liant à la section « Notes et références ».
Retour vers le futur a eu une influence durable sur la culture populaire, beaucoup d'œuvres renfermant des références à cette trilogie. 

## Cinéma
- Dans le film Donnie Darko, qui se déroule durant les années 1980, lorsque Donnie Darko et son professeur le Dr. Kenneth Monnitoff discutent des possibilités de voyages dans le temps, quand le professeur dit qu'il faudrait une sorte de « vaisseau » pour faire ce genre de voyage, Donnie évoque la DeLorean en disant qu'il adorait ce film.
- Dans En cloque, mode d'emploi, Ben et Pete évoquent le film en parlant de la De Lorean, Doc et du continuum espace temps. Devant l'incrédulité d'Allison et de sa sœur, ils s'insurgent presque devant leur ignorance.
- Dans Albert à l'ouest, un film ayant pour cadre l'Ouest américain du XIXe siècle, le héros s'approche d'une grange émettant des étincelles, et découvre en y pénétrant le Docteur Emmett Brown travaillant sur sa DeLorean dans Retour vers le futur 3.
- Dans Austin Powers 2 : L'Espion qui m'a tirée, Austin Powers remonte le temps dans une Volkswagen new beetle équipée d'un clavier sur le tableau de bord pour choisir la date ou l'on va, et qui doit monter a une certaine vitesse pour voyager dans le temps
- Dans Sharknado 5: Global Swarming, la scène finale voit Gil (devenu adulte) revenir du futur pour récupérer son père dans un 4x4 militaire capable de voyager dans le temps, et aussi de voler. Gil répète donc la réplique que prononçait "Doc" dans le film originel : « Là où on va, on n'a pas besoin de route ! »
- Dans le film Ready Player One de Steven Spielberg, l'avatar du personnage principal, Wade Watts, possède la réplique exacte de la Delorean de la saga (agrémentée de la rangée de lumières rouges de la voiture de K2000) en guise de véhicule de course.

## Télévision
- Dans l'épisode 1 de la saison 8 d'Alvin et les Chipmunks intitulé Retour vers notre futur (Back to Our Future), les Chipmunks parodient le film.
- Dans l'épisode Le futur peut attendre de Garfield et Cie, Garfield voyage dans l'espace avec un vaisseau qui ressemble comme deux gouttes d'eau à la DeLorean du film. De même que le propriétaire de cette « DeLorean spatiale » ressemble beaucoup au Doc, de par son apparence physique (même s'il s'agit d'un extraterrestre cyclope violet), ses traits de caractères, sa façon d'être et sa façon de parler.
- Dans les séries télévisées Stargate SG-1 et Stargate Atlantis, certaines références à Retour vers le futur sont utilisées. Le titre des deux derniers épisodes de la saison 8 de SG1 par exemple (bien que dans la version originale ces deux titres ne sont pas du tout une référence), ainsi que quelques dialogues sur le voyage dans le temps dans Stargate Atlantis (il faut regarder la version originale pour comprendre, les traducteurs d'Atlantis n'ayant pas fait le rapprochement entre flux capacitor et « convecteur temporel »). Ce film est même le préféré de John Sheppard (Joe Flanigan), le héros de SGA. D'ailleurs, dans l'épisode 1x15 : Le Grand Sommeil, quand McKay explique quels éléments seraient nécessaires à un voyage temporel, Sheppard réplique en disant « Sans oublier une chouette DeLorean ».
- Dans l'épisode 18 de la saison 3 de Spin City, sitcom où Michael J. Fox a le premier rôle, Christopher Loyd participe à un épisode nommé Back to the Future IV The Judgment Day où il y a, bien sûr, plusieurs références à la trilogie.
- Dans la saison 5 de Lost : Les Disparus, Hugo fait allusion à la main de Marty qui disparaît à la suite du paradoxe temporel.
- Dans l'épisode 11 de la saison 19 des Simpsons intitulé Les Années 90, lors d'un concert où Homer Simpson joue du Nirvana sur scène, un certain Marvin Cobain téléphone à son cousin Kurt afin de lui faire découvrir un nouveau style de musique ; il s'agit d'une reconstitution de la scène du premier épisode où Marty joue Johnny B. Goode et où Marvin Berry téléphone à son cousin Chuck. Cette scène est de nouveau parodiée avec Maggie dans l'épisode Grand Fort. Également dans un épisode des Simpsons (Proposition à demi indécente, saison 13), Artie Ziff souhaite montrer ses « talents » à Marge en recréant la copie conforme du bal de promotion où il a perdu l'estime qu'elle lui portait. Homer, qui observait, s'écrie clairement « Il faut que j'empêche Artie d'épouser Marge, sinon je naîtrai jamais. » Artie remplace Marty mais le cadre spatio-temporel est le même. Par ailleurs, l'un des épisodes de la saison 11 s'intitule en anglais Bart to the future. Puis dans l'épisode spécial Simpson Horror Show V, faisant partie de la saison 6, Homer se trouve dans une dimension parallèle et dit que « Michael J. Fox n'est pas le seul à voyager dans le temps. » et enfin dans l'épisode La Guerre secrète de Lisa Simpson, faisant partie de la saison 8, Bart utilise plusieurs mégaphones en créant une onde sonore qui le projette contre une étagère de la même façon que Marty McFly avec l'amplificateur de Doc.
- Dans un épisode des Griffin, Peter essaie d'aller dans le passé pour revivre sa jeunesse, or il modifiera celui-ci et va faire plusieurs voyages pour le rétablir. À la fin de l'épisode, il y a la scène du slow mais, au moment de jouer Johnny B. Goode, on entend Never Gonna Give You Up de Rick Astley, c'est un Rick Roll !
- Dans le 16e épisode de la saison 2 de Fringe, quand on voit les « observateurs » sortir du cinéma (dans l'univers parallèle), le toit de l'entrée du cinéma indique que le film diffusé (comme cela se faisait à l'époque où se déroule l'histoire) est « Back to the Future, starring Eric Stoltz » (en français : « Retour vers le futur, avec Eric Stoltz »). Eric Stoltz était à la base l'acteur du film avant d'être remplacé (voir le chapitre 3 Distribution de cette page), dans l'univers parallèle, on peut supposer qu'il n'a jamais été remplacé (l'univers parallèle étant légèrement différent du monde réel)…
- Les titres des segments 19, 20 et 21 (épisode 10) de l'anime japonais Panty and Stocking with Garterbelt, font directement référence à Retour vers le futur et ses deux suites, que ce soit dans la forme du logotype (en Kanji) que le titre lui-même appelée Chuck vers le futur 1, 2 et 3.
- Dans l'épisode 16 de la saison 4 de la série American Dad!, Stan reconstruit une DeLorean d'origine et fait la concurrence à une personne ayant la même DeLorean que dans retour vers le futur. Dans ce même épisode, Steve dit à sa sœur « hallo McFly ». Dans l'épisode 9 de la saison 6, Steve retourne dans le passé habillé comme Marty lorsque ce dernier voyage en 1955.
- Dans le 19e épisode de la saison 3 de la série Futurama, Fry et toute l'équipe de Planet Express font un voyage dans le temps dû au mélange des ondes magnétique de l'explosion d'une super nova et des ondes du micro-ondes en contact avec le paquet de pop-corn de Fry, qui tombe nez-à-nez avec son grand-père et le sauve d'un accident de voiture plus tard dans l'épisode, faisant référence à Marty qui sauve son père d'une collision avec la voiture de son grand-père.
- Dans l'épisode 4 de la saison 4 des Experts Manhattan, plusieurs allusions sont faites à la trilogie, dont le titre de l'épisode « Détour vers le futur ». La victime se nomme d'ailleurs Martin Browning, allusion à « Marty » et « Brown » ; il a créé une machine à « voir » dans le temps et se dit arrivé du futur grâce à celle-ci.
- Dans la série Supernatural, on retrouve également de nombreuses références à Retour vers le futur. Dans l’épisode 3 de la saison 4, Dean est envoyé dans le passé et rencontre son père dans un bar dans les mêmes conditions que Marty dans le premier film de la trilogie. Il fait ensuite référence à la DeLorean, en se demandant si c’est avec cette voiture que Castiel lui a permis de voyager dans le temps. Dans l’épisode 18 de la saison 6, après que Dean et Sam aient tous les deux fait un bref voyage temporel en 1861, ils reçoivent un colis de Samuel Colt, leur contact du Far West, référence à la scène du film Retour vers le futur II quand Marty reçoit une lettre de Doc qui se trouve en l’an 1885. Une autre référence est faite quant à cette scène dans l’épisode 12 de la saison 7, quand Dean se retrouve en l’an 1944 et qu’il écrit une lettre à son frère resté dans le présent. Dans ce même épisode, Dean mentionne également la « stratégie de Biff » quand il apprend que Chronos a en sa connaissance les résultats des courses hippiques qui n’ont pas encore eu lieu. La dernière référence en date se trouve dans l'épisode 12 de la saison 8, lorsque Dean, pour parler d'un voyage dans le temps, indique qu'Henry Winchester va se « Marty McFlyiser » jusqu'en 1960.
- Dans la série animée Code Lyoko et sa suite Code Lyoko Évolution, Odd Della Robbia se déplace en hoverboard sur le monde virtuel Lyoko.
- Dans la série télévisée Warehouse 13, Pete parle plusieurs fois de Retour vers le futur, car c'est l'un de ses films préférés.
- Dans la série télévisée Sliders, saison 3 épisode 19, dans un monde parallèle, un van noir qui emmène Quinn et Wade passe devant un cinéma diffusant Retour vers le futur 4.
- Dans l'épisode 21 de la saison 3 de la série Once Upon a Time, Emma et Hook sont emmenés dans le passé. Hook lui demande comment retourner vers le futur et elle lui répond : « Tu me prends pour Marty mac Fly ? » De plus, Emma empêche par inadvertance ses parents de se rencontrer et doit donc suivre la même quête que Marty dans le film.

## Musique
- Le groupe de pop/rock McFly a pris le nom du personnage principal.
- La célèbre DeLorean est présente dans les clips Fight For Your Right (revisited) des Beastie Boys et Thrift Shop de Macklemore & Ryan Lewis.
- Gaspard Royant dans sa chanson "Marty McFly" évoque le film à plusieurs reprises.
- Le rappeur français Kaaris travaille dans une maison de production connue sous le nom de "Back To The Future".
- Le rappeur français Joke a sorti début 2015 un EP nommé Delorean Music de cinq titres ou l'on peut entendre des passages du film dans une des chansons.

## Jeux vidéo
- Dans le jeu vidéo Grand Theft Auto V, on trouve de petites pancartes sur les transformateurs de Los Santos avec la mention « 2,21GW ». La Deluxo présente dans Grand Theft Auto Online est une reproduction de la DMC-12 qui est en plus capable de voler.
- Dans le jeu vidéo Sunset Overdrive, quand le personnage meurt, il peut réapparaitre dans la DeLorean.
- Dans le jeu vidéo Ratchet and Clank, Ratchet peut faire des courses d'hoverboard.
- Dans Worms 4: Mayhem, une mission a lieu dans un terrain dont le décor ressemble fortement à la mairie dont l'horloge permet à Marty de retourner dans le futur. D'ailleurs, si le joueur dirige son ver derrière cette mairie, il pourra trouver une réplique de DeLorean. S'il la fait exploser, le jeu affichera « Vous avez trouvé un Easter Egg ! »
- Dans le jeu vidéo Driver San Francisco, il faut rouler à plus de 88 mph avec la célèbre DeLorean afin de débloquer une épreuve appelée Retour vers le passé qui est une épreuve classique de Driver.
- Dans le jeu vidéo Forza Motorsport 4 sur Xbox 360, il faut dépasser les 88 mph avec la DeLorean pour débloquer le trophée "Outatime".
- Dans le jeu vidéo de voitures Burnout Paradise, il est possible de choisir une DeLorean.
- Dans le jeu vidéo Duke Nukem : Time to Kill, l'un des niveaux du Far West recèle une voiture semblable à la DeLorean dans un tunnel minier dissimulé derrière un mur caché, comme dans le troisième volet de la trilogie.
- Dans le jeu vidéo XCOM : Enemy Unknown, lors de l'utilisation réussie de l'électroflux pour étourdir un alien, l'une des répliques possibles d'un soldat après cette action est « Et pan ! 1,21 Gigowatt ! »
- Dans le jeu Rocket League, un DLC (contenu téléchargeable) permet d'avoir la DeLorean. Ce DLC est sorti le 21 octobre 2015 (comme dans Retour Vers Le Futur II)
- Dans le jeu Pokemon version blanche, sorti en 2011, il y a une référence évidente aux films Retour vers le futur. En effet, dans la ville de Janusia, au 1er étage de la 1re maison au nord du centre pokémon, le PNJ vêtu de vert dit : « Je veux connaitre l'avenir ! Quelle angoisse... Dans quel monde vivra mon petit Emmet ? Je n'en dors pas la nuit ! Alors, j'ai décidé de construire une machine qui relie le présent et le futur, rien que ça ! Aucun problème de sécurité, elle est entièrement gainée de plomb ! Mais bon, ça marche pas terrible... L'alimentation électrique ? Ça manque de gigowatts ... »
- Dans le jeu vidéo Saints Row IV, lors de la troisième mission "Laisse ça aux Saints", le joueur se retrouve projeté dans les années 1950 et dans une ville semblable à Hill Valley, notamment la place centrale et l'Hôtel de Ville qui sont identiques à ceux du film.

## Sagas MP3
- Dans l'épisode 20 de la saison 2 du Donjon de Naheulbeuk, Le voyage du village de Valtordu à la cité perdue de Boulgourville, la compagnie entre dans un village et on entend la voix de Doc et sa célèbre réplique : « 2,21 gigowatts ! » et Marty lui répond « Mais enfin c'est quoi un gigowatt ?! ».
- Dans l'épisode 15 de la saga Les Aventuriers du Survivaure, on peut entendre Purtzmann et Glaviozki parler à un docteur se nommant Docteur Chliebenstein. Il ne s'agit nul autre qu'Emmet qui leur fait la scène de lecture dans les pensées du premier film.
- Dans la saga MP3 Reflets d'Acide, Wrandrall dit : « C'est toi le narrateur, narrateur », référence à Retour vers le futur où Marty dit : « C'est vous le doc, doc ! »
- Dans l'épisode 2 de la saga L'Épopée temporelle, le robot Eliott n'a plus de batterie pour voyager dans le temps, c'est alors que Thomas propose d'aller dans le toit d'une mairie puis brancher un câble entre l'antenne et Eliott et attendre qu'un éclair surgisse. Cela est une référence à la scène où le « Doc » de 1955 doit remettre rapidement le câble en place pendant que Marty arrive avec sa voiture à l'emplacement où il devra démarrer au bon moment pour atteindre les 88 miles à l'heure lorsque la foudre tombera sur le dispositif alimentant la DeLorean en énergie[1].